# Trou normand
Pour les articles homonymes, voir Le Trou normand.

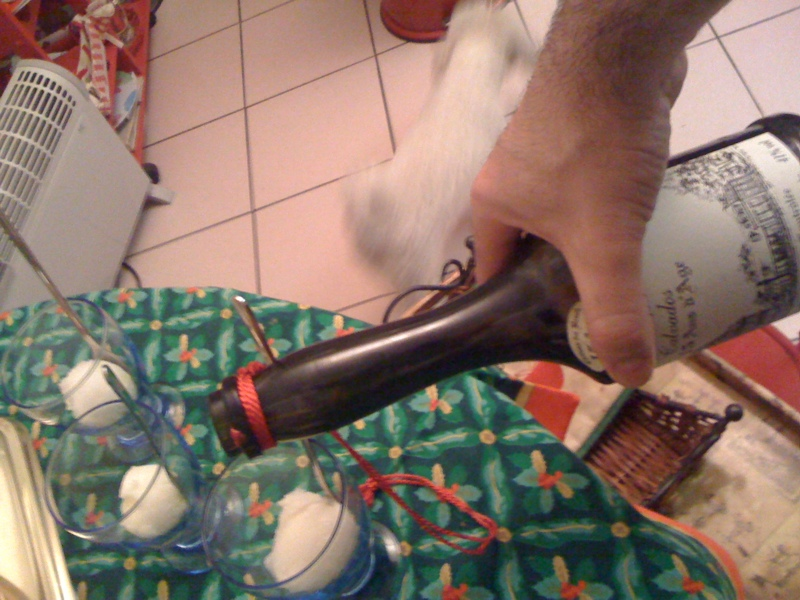
Préparation d'un trou normand.

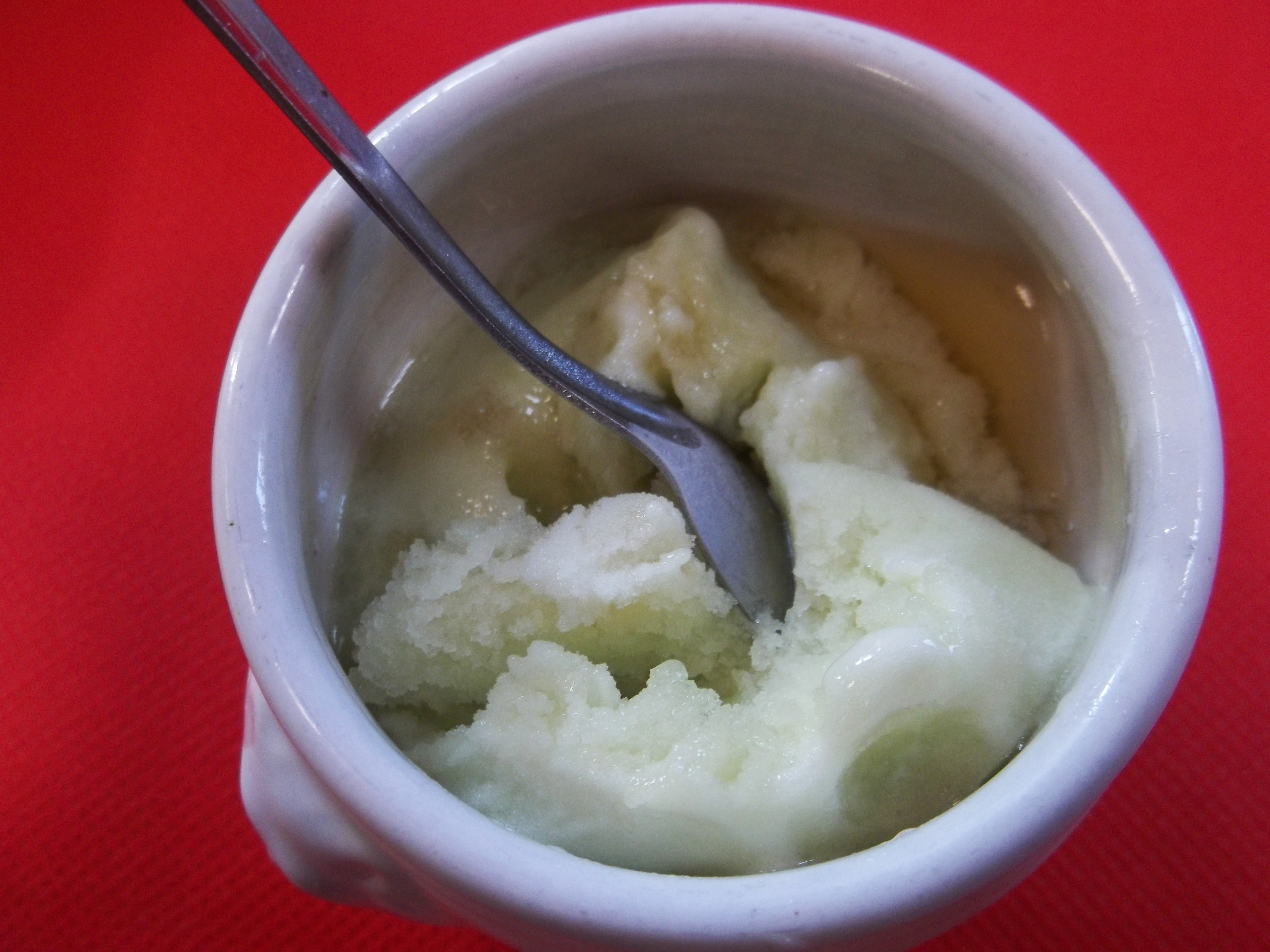
Sorbet à la pomme accompagné de calvados.

Le trou normand est une coutume gastronomique qui consiste à boire un petit verre de calvados entre deux plats. Il est traditionnellement supposé faciliter la digestion et redonner de l'appétit aux convives, en dépit du fait assez bien documenté que l'alcool n'a en réalité aucun effet bénéfique sur la digestion. L'idée populaire veut cependant que l'alcool ingurgité dilaterait la paroi de l'estomac et diminuerait donc la sensation de satiété.
Le « coup du milieu » était pratiqué dans plusieurs régions de France à base de cognac ou d'armagnac notamment  et aurait déjà été utilisé par le poète latin Térence[source insuffisante].
Le calvados est de nos jours de plus en plus souvent servi accompagné d'un sorbet à la pomme, lors des repas festifs.
Par extension, le trou normand est composé d'un sorbet ou d'une glace arrosée d'une eau-de-vie ou d'une liqueur : colonel, glace pruneau-armagnac...

## Au cinéma
Dans le film La Zizanie, l'industriel Guillaume Daubray-Lacaze (joué par Louis de Funès) propose à des convives industriels japonais le « trou normand » lors d'un repas, faisant fi des coutumes japonaises que sa femme (jouée par Annie Girardot) s'est imposé de respecter.
Il leur dit : « trou normand, vieille coutume française, comme Hara-kiri, vieille coutume japonaise. »
Il jette son verre derrière son épaule, enivre l'industriel japonais et ses amis, et, à la fin : « c'est fini, c'est terminé, vieille coutume française. »
Dans le film Le Tatoué (1968), Jean Gabin propose un trou normand à Louis de Funès pour faire passer un plat de tripes.

## Dans les séries
Dans la série Hannibal de Bryan Fuller, le nom trou normand est donné à l'épisode 9 de la saison 1.
Le même nom est également donné à l'épisode 9 de la saison 1 de la série humoristique française Lazy Company.